# Hirmoneura melolonthophaga
Hirmoneura melolonthophaga är en tvåvingeart som beskrevs av Bernandi 1977. Hirmoneura melolonthophaga ingår i släktet Hirmoneura och familjen Nemestrinidae.
Artens utbredningsområde är Peru. Inga underarter finns listade i Catalogue of Life.